# 戎縣
戎縣是明代叙州府所屬的一個縣，洪武四年降戎州為縣。萬曆二年二月改曰興文縣，其轄地在今四川興文縣一帶地方。